# Flórián Károly (kémikus)
Flórián Károly (Lőcse, 1944. február 12.) szlovákiai magyar kémikus, kohómérnök, egyetemi tanár, a Magyar Tudományos Akadémia külső tagja (2013).

## Élete
1961-ben végzett az eperjesi gimnáziumban, majd 1966-ban a pozsonyi Szlovák Műszaki Egyetem Vegyészmérnöki Karán szerzett oklevelet. 1972-től a kémiai tudomány kandidátusa, melyet a pozsonyi Comenius Egyetemen védett meg. 1991-ben védte meg nagydoktori (DrSc.) disszertációját a pozsonyi Szlovák Műszaki Egyetemen. 1966-tól a Kassai Műszaki Egyetem adjunktusa, 1992-től docense, 1994-től professzora. A Kohómérnöki Kar dékánhelyettese, majd 1994-ben, illetve 2000-2007 között rektorhelyettese, 1994-1997 között rektora (1994–1997) volt. 1998-2000 között a kassai Pavol Jozef Šafárik Egyetem Fizikai és Analitikai Kémiai Tanszékének vezetője, illetve 2003-2010 között a Műszaki Egyetem Kohómérnöki Kara Kémiai Tanszékének vezetője volt.
Kutatási területe az analitikai kémiai, spektroszkópiai módszerek alkalmazása és értékelése a kohászatban, a szilárdminta vizsgálatban és a környezettudományban.
1994–2001 között a Kárpátok Régió Egyetemi Szövetségének alapító elnöke. 2002–2005 között a Szlovák Tudományos Akadémia Tudományos Tanácsának tagja. Tagja a Szlovákiai Akkreditációs Bizottság Kémiai, Vegyipari-technológiai és Biotechnológiai Munkacsoportjának, a Szlovák Tudományos Akadémia és a szlovákiai egyetemek közös Pályázati Bizottsága (VEGA) kémiai munkacsoportjának. Tagja a Szlovák Színképelemző Társaságnak és a Szlovák Kémiai Társaságnak.

## Elismerései
- 1994 a Cseh/szlovák Spektroszkópiai Társaság J. Marcus Marci érme
- 1994 a Szlovák Kémiai Társaság érme
- 1997 a pozsonyi Közgazdasági Egyetem arany emlékérme
- 2001 a Šafárik Egyetem Természettudományi Karának ezüstérme
- 2003 Fejér Dániel emlékérem
- 2003 a Szlovák Kémiai Társaság ezüstérme
- 2002/2004 a Miskolci Egyetem díszdoktora
- 2004 Kassa város polgármesterének díja és plakettje
- 2007 A tudás almája
- 2008 a gödöllői Szent István Egyetem díszdoktora
- 2009 a Szlovák Kémiai Társaság Daniel Belluš érme
- 2009 a Šafárik Egyetem Természettudományi Karának aranyérme
- Az Óbudai Egyetem tiszteletbeli professzora
- 2011 Török Tibor-emlékérem (Magyar Kémikusok Egyesülete Spektrokémiai Társaság)

## Főbb művei
Eddig több mint 300 tudományos közleménye és három tudományos monográfiája jelent meg.
- 1982 Evaluation of emission spectrograms. In: Progress in analytical Atomic Spectroscopy 5/4, 341-467 (tsz. K. Zimmer, Gy. Heltai)
- 1989 Evaluation of spectral plates. Budapest (tsz. K. Zimmer, Gy. Heltai, G. Veress)
- 1994 Direct solid sample analysis of silicon-carbide powders by direct-current glow-discharge and direct-current arc emission-spectrometry. Journal of analytical atomic spectrometry 9/3, 257-262. (tsz.)
- 1998 Fundamentals of methodology of experiments. Košice (tsz. T. Havlik, M. Havlik)
- 1999 Working with a modern ETV-device and an ICP-CID-spectrometer. Annali di chimica 89/11-12, 827-836 (tsz.)
- 2013 Sequential extraction studies on aquatic sediment and biofilm samples for the assessment of heavy metal mobility. Microchemical Journal 107, 121-125 (tsz.)
- 2015 A színképelemzés mint tudományágakat áthidaló analitikai kémiai módszer múltja, mai helyzete és jövője. Budapest